# Avenida Caseros
La avenida Caseros es una importante arteria vial del sur de la ciudad de Buenos Aires, Argentina.
La recorren más de 20 líneas de colectivos, especialmente en los alrededores de la Estación Constitución.

## Historia
A principio del siglo XIX se la conocía como el Zanjón de las Quintas. Por esos tiempos se instalaron en el terreno del actual Parque España los Mataderos del Sud, en donde Esteban Echeverría situó su relato El matadero. En el año 1866, se le adjudicó el nombre de Patagones.
El actual nombre se le fue impuesto por ordenanza municipal el 25 de agosto de 1857, en alusión a la batalla de Caseros, uno de los hechos bélicos de mayor trascendencia en la historia argentina, en el cual se enfrentaron los ejércitos de Entre Ríos, Corrientes, el partido colorado de Uruguay y el del Imperio del Brasil contra el comandado por el gobernador bonaerense Juan Manuel de Rosas.
En 1912, el tramo central de la calle Caseros (entre las vías del ferrocarril y la calle Defensa) fue ensanchado. En 1980, lo mismo ocurrió con el sector entre el Parque España y la Avenida Entre Ríos.
Originalmente el trayecto de la avenida no era interrumpido por el ferrocarril que parte de la terminal ferroviaria de Constitución, pero con la ampliación de la playa de maniobras y la construcción de un viaducto que llegaba hasta la estación Avellaneda, fue cerrado con un paredón el cruce de Caseros, y su tránsito desviado por un puente de estructura metálica sobre la calle Ituzaingó. 
En 1925 un proyecto municipal propuso el reemplazo de la terminal por un nuevo edificio 200 metros hacia el sur, permitiendo la reapertura de la avenida, así como el trazado de una nueva en dirección norte-sur, uniendo la plaza con la nueva estación, y una serie de diagonales, pero no fue concretado.

## Recorrido
Nace en la Calle Defensa, partiendo del Parque Lezama en donde se encuentra el Museo Histórico Nacional, antigua quinta de Gregorio Lezama hacia el año 1850, en el límite de los barrios de San Telmo y Barracas. Corre en sentido este - oeste. 
Esta primera sección de poco más de 500 metros se caracteriza por algunas residencias aristocráticas de comienzos del siglo XX que permanecen en pie. En aquellos tiempos la zona era aún preferida por la clase alta, y de ello sientan testimonio tanto casonas imponentes como edificios de departamentos de lujo, en muchos casos desvalorizados. Sin embargo, recientemente se ha comenzado un proyecto tanto de intereses inmobiliarios como del Gobierno de la Ciudad para poner en valor el lugar, recuperando varios edificios y construyendo un pequeño boulevard parquizado con farolas de estilo clásico, que fue inaugurado en marzo de 2007.

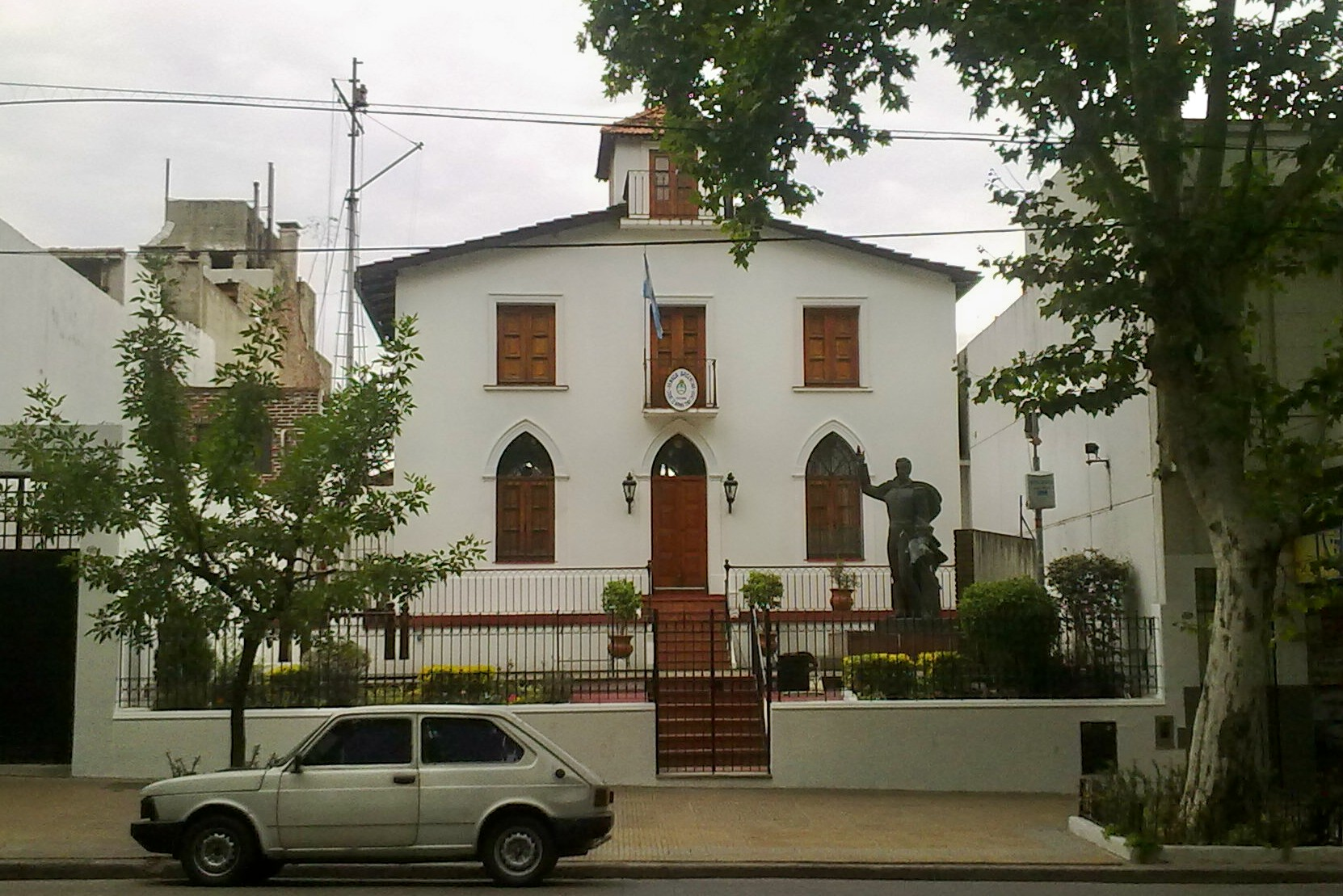
Museo Naval Tomás Espora

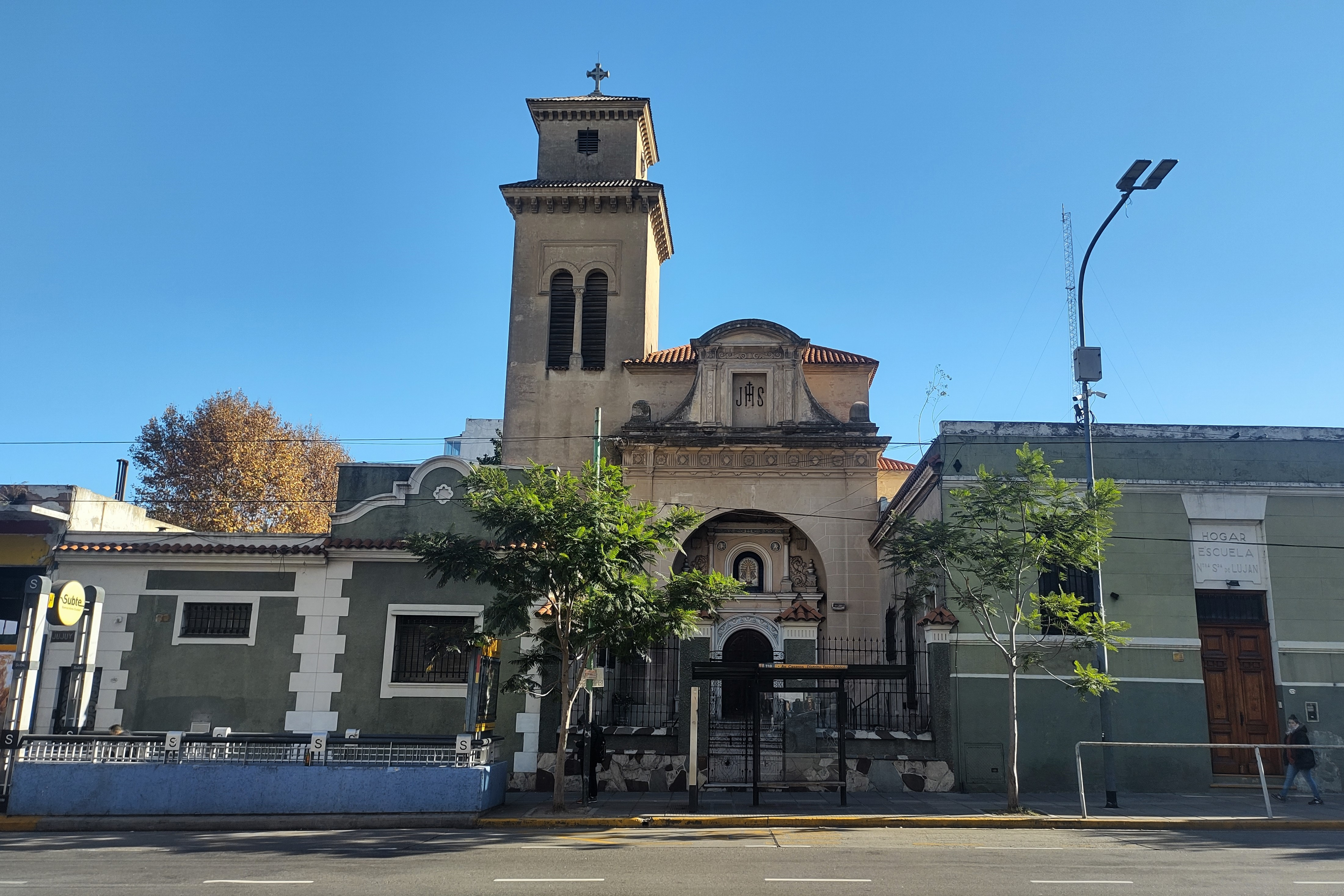
Iglesia Nuestra Señora de Luján, entrada por avenida Jujuy

A las pocas cuadras cruza bajo la Autopista Presidente Frondizi y se interrumpe al chocarse con la Estación Plaza Constitución, terminal del Ferrocarril General Roca, para resurgir nuevamente desde la calle Paracas, del otro lado de la estación, bordeando el Parque España, donde se abre la Avenida Amancio Alcorta. Allí está el Hospital Británico, en el cruce con la calle Perdriel.
Al cruzar la Avenida Entre Ríos ingresa en el barrio de Parque Patricios y comienza un tramo adornado por una densa arboleda. Allí están el Hospital Udaondo, el Parque Ameghino y tras él el Hospital Muñiz y el antiguo edificio de la Cárcel de Caseros.
En la intersección con la Avenida Jujuy se encuentra la Estación Caseros de la Línea H del Subte de Buenos Aires. Allí está la Capilla de Nuestra Señora de Luján y su colegio, y más adelante la Casa de Tomás Espora (MHN) y la Iglesia Santuario de San Antonio de Padua (en el cruce con la calle Lavardén). Este sector es particularmente comercial, ya que la Avenida Caseros es la arteria principal del barrio. 
El cruce con la calle La Rioja se considera el centro neurálgico comercial de Parque Patricios. Allí está la Plazoleta Corrales Viejos con el monumento a Monteagudo, y comienza el Parque de los Patricios. Frente al mismo se alza la Casa Colectiva Valentín Alsina, primer edificio de vivienda social construido por la Comisión Nacional de Casas Baratas, en 1919. En el número 3159, con un amplio frente que da a la avenida, y en la manzana de casas que también delimitan las calles General Urquiza, Rondeau y 24 de noviembre, tiene su sede el Club Atlético Huracán. El parque termina en la Avenida Almafuerte y a partir de allí comienza a disminuir progresivamente la densidad edilicia y comercial de la Avenida Caseros, que actúa como límite entre los barrios de Nueva Pompeya y Boedo.
Luego de cruzar las avenidas Sáenz y Boedo, Caseros posee veredas más anchas y árboles más jóvenes, y predominan las casas bajas unifamiliares. En el cruce con la calle Alagón está el Ateneo 26 de Julio, de la Unión Cívica Radical. 
Termina en la Avenida La Plata, continuando con el nombre de Avenida Cobo hacia el oeste y el barrio de Parque Chacabuco.

## Cruces y lugares de referencia
A continuación, se muestra un mapa esquemático con las intersecciones e hitos más importantes en el recorrido de esta avenida. El primer tramo entre las calles Defensa (400) y General Hornos (1100) es un bulevar de doble mano. Una sola cuadra tiene mano única hacia Avenida La Plata entre las calles Lima (1300) y Salta (1400).
|  | lNAT |

| CONTgq | TEEa | STRq |  |

| CONTgq | RMKRZ | STRq |  |

|  | RM | HOSPITAL |  |

| CONTgq | RMKRZ | eTEEe |  |

| RAq | RMu + RAq | RAq |  |

| STRq | TEEe | CONTfq |  |

| SUBWAY | ARCH | BAHN |  |

| STRq | TEEa | STRq |  |

| CONTgq | KRZ | STRq |  |

|  | ABZgl+l | STRq | ABZq+r |

| STRq | RMTEEeq | lNAT | CONTf |

|  | RM | HOSPITAL |  |

| STRq | RMKRZ | eTEEe | CONTfq |

| RMq | RMKRZ | RMq |  |

| eTEEa | RMTEEeq |  |  |

| HOSPITAL | RM |  |  |

| CONTgq | RMKRZ | STRq |  |

| BUILDING | RM | lNAT |  |

|  | RM |

| RMq | RMKRZ | RMq |  |

| eTEEa | RMKRZ | STRq |  |

| HOSPITAL | RM |  |  |

| CONTgq | RMKRZ | STRq |  |

|  | RM | lNAT |  |

| eTEEa | RMTEEeq |  |  |

| BUILDING | RM | lNAT |  |

|  | RM |  | HOSPITAL |

| CONTgq | RMKRZ | STRq | eTEEe |

|  | RM |

| RMq | RMKRZ | RMq |  |

| RMq | RMKRZ | RMq |  |

|  | RM |

| RMq | RMKRZ | RMq |  |

| BUILDING | RM |  |  |

## Imágenes

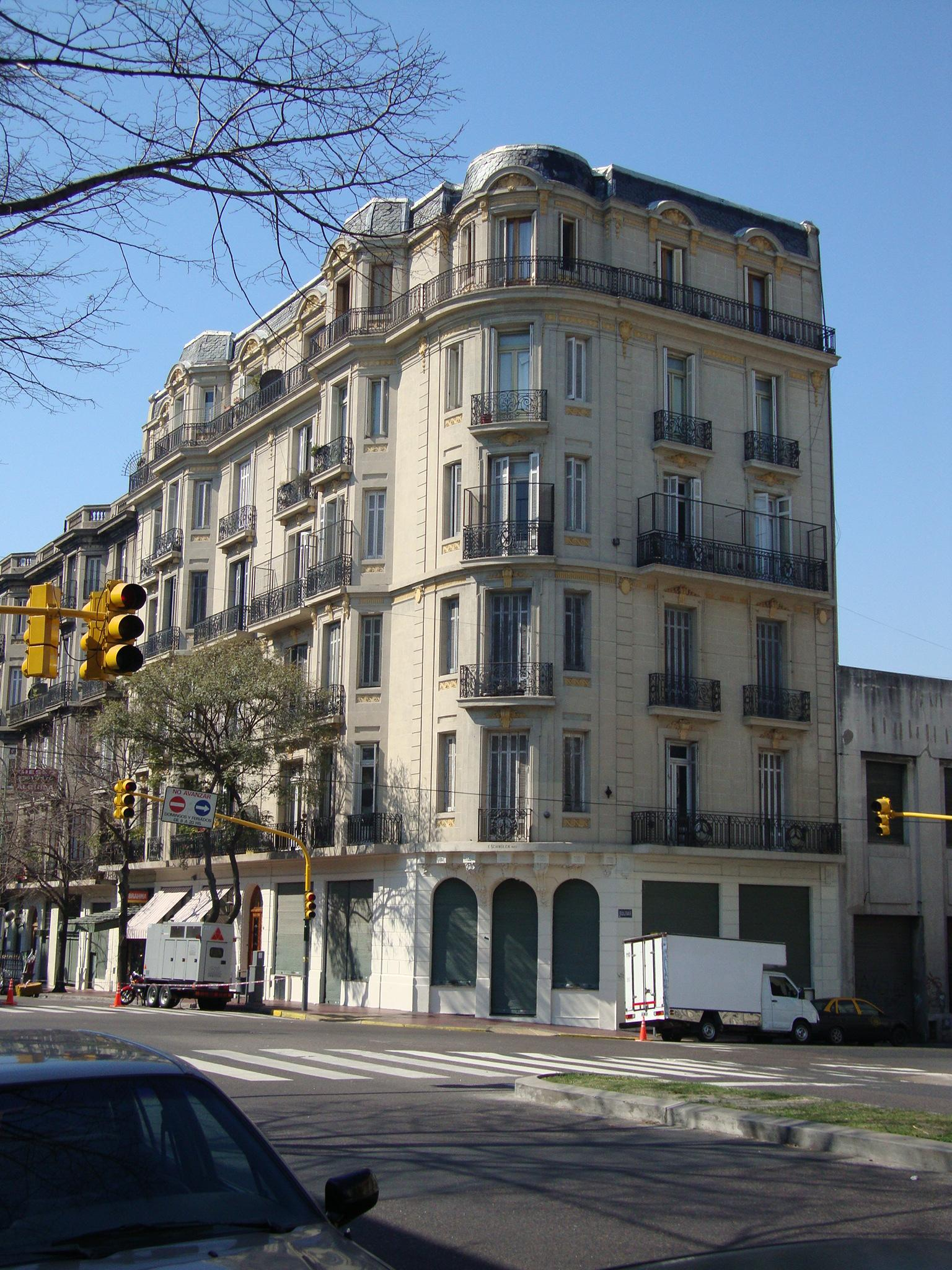
Edificio en Av. Caseros y Bolívar
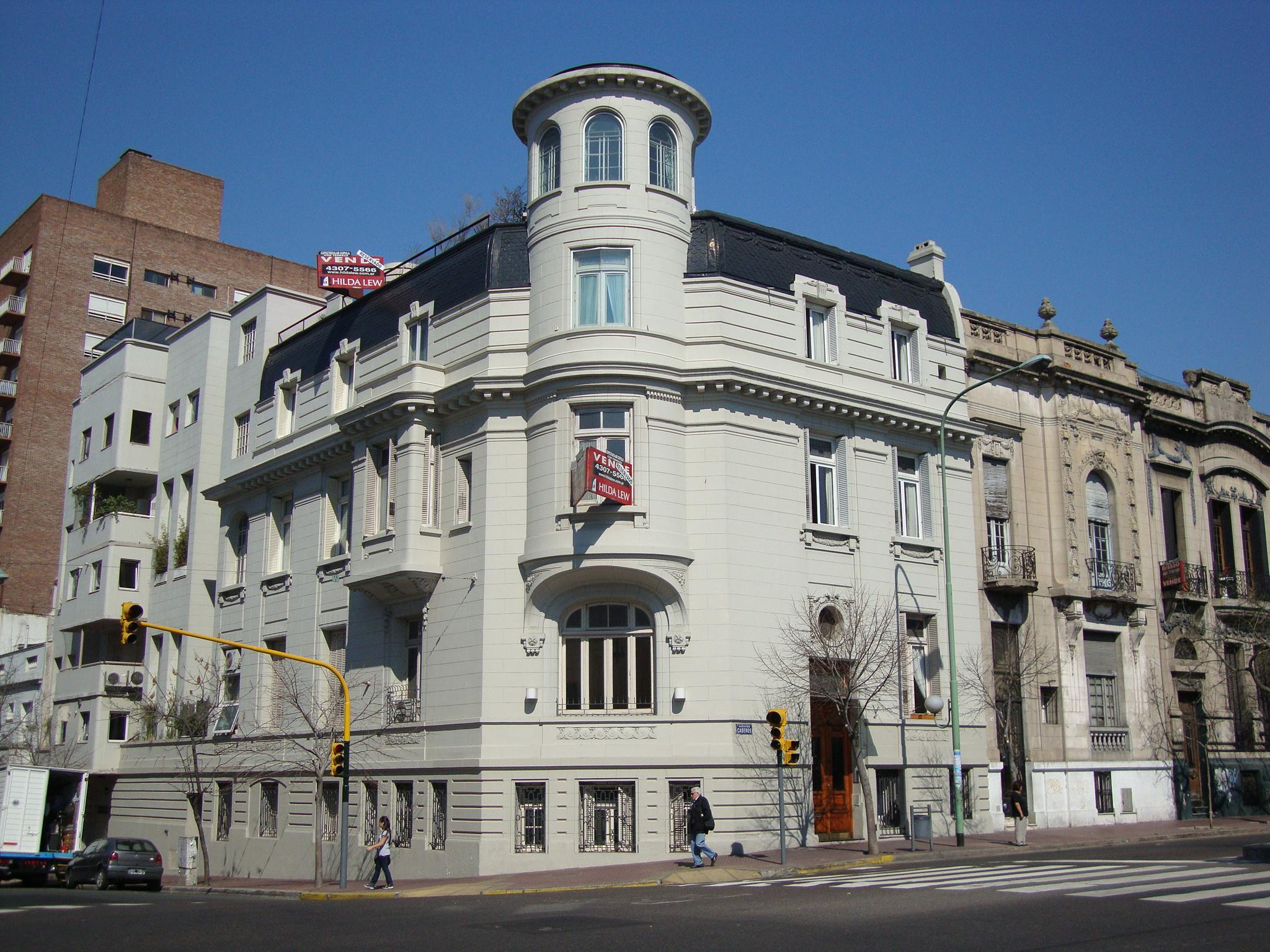
Casona en Av. Caseros y Bolívar
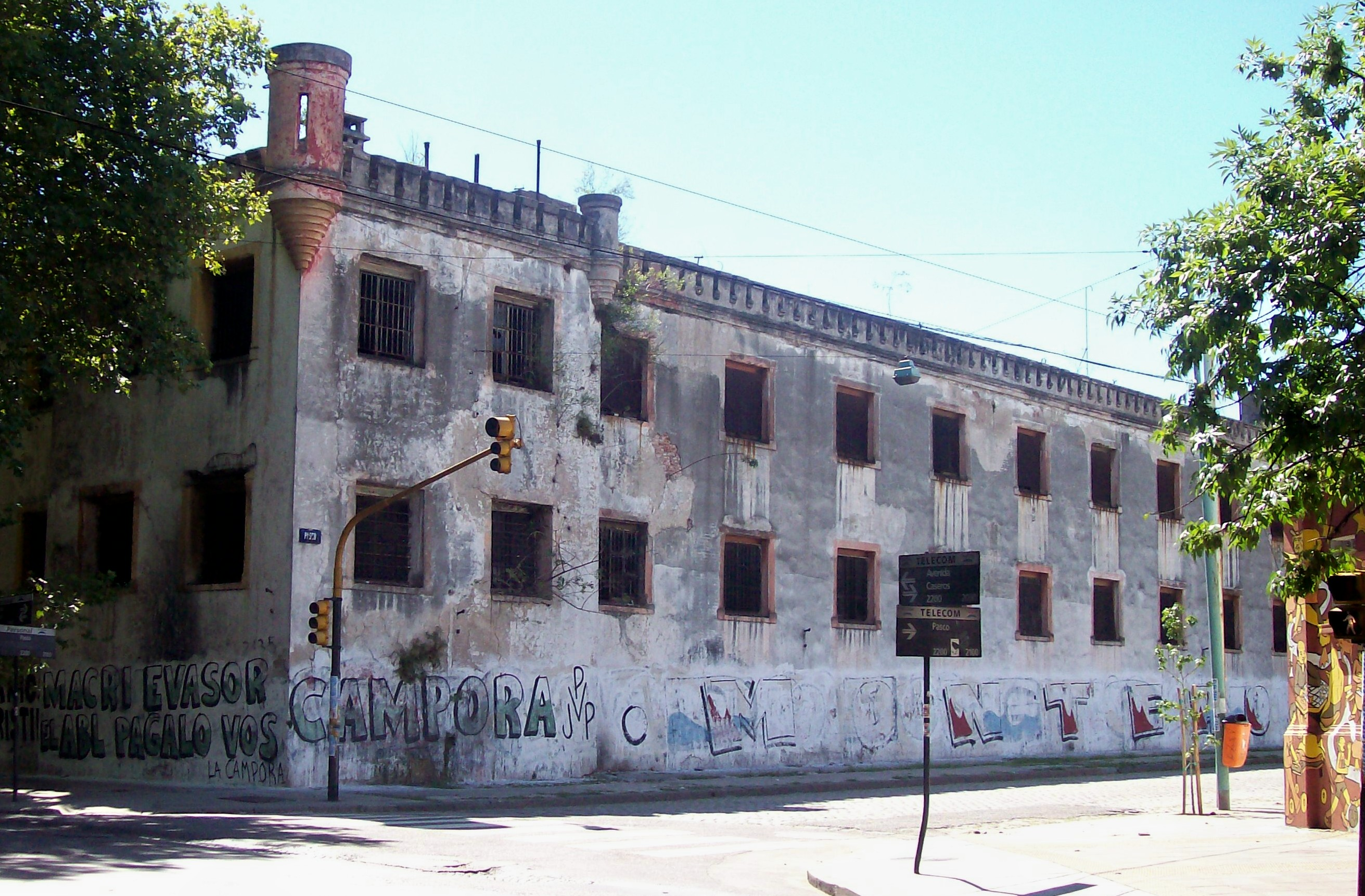
La Cárcel de Caseros vieja
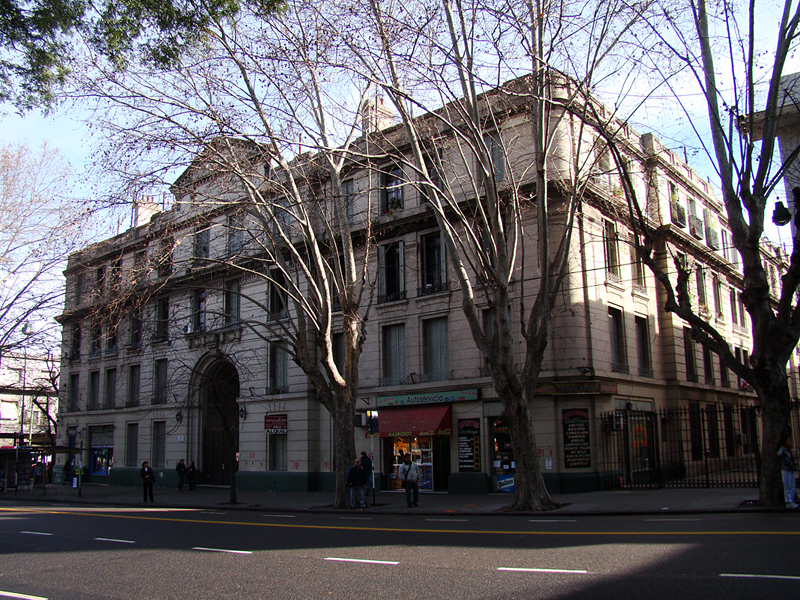
Casa Colectiva Valentín Alsina
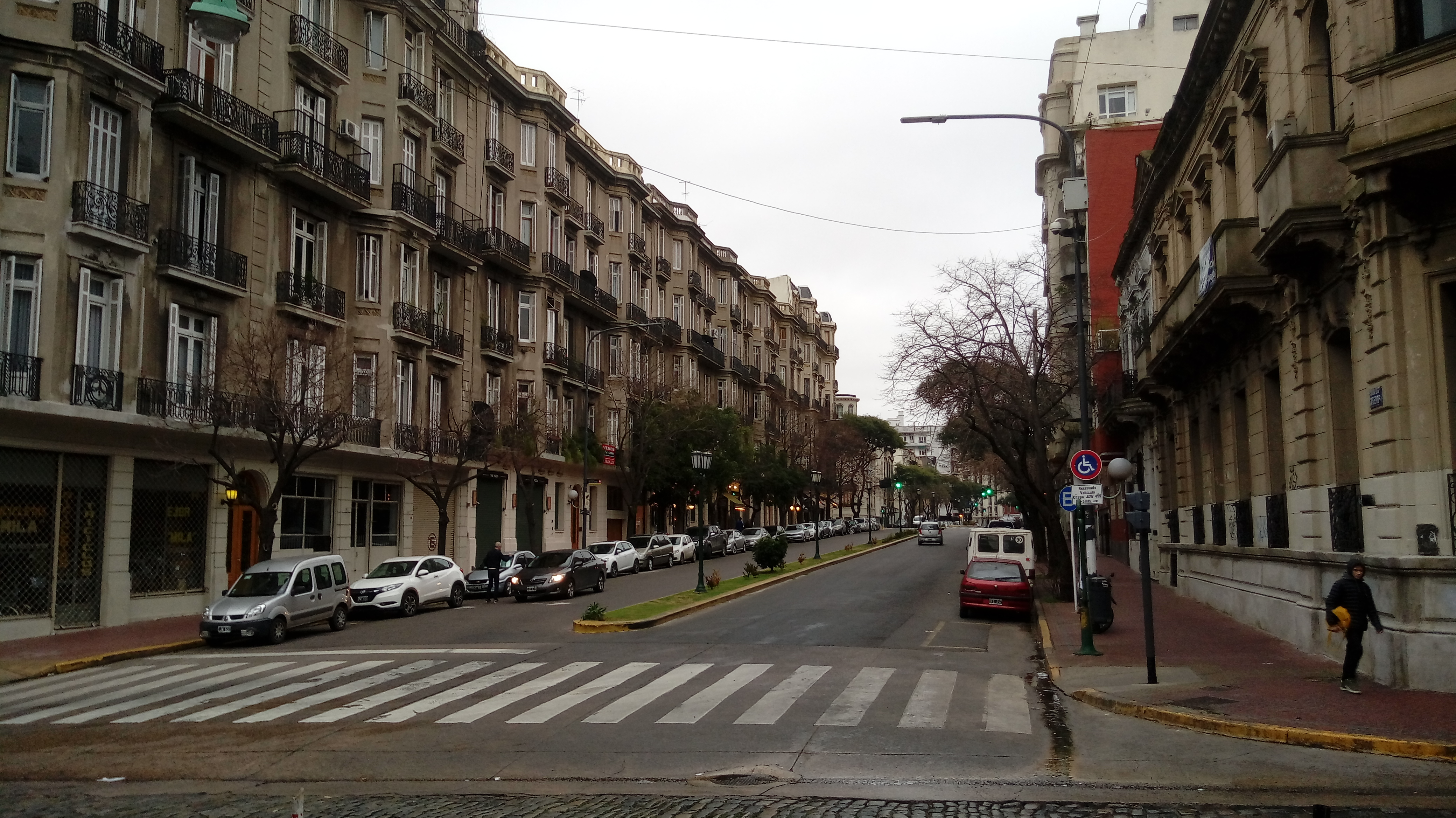
Inicio de la Avenida Caseros.